# Villa de Contla
Villa de Contla es una localidad del estado mexicano de Jalisco. Es parte del municipio de Tamazula de Gordiano.

## Toponimia
El nombre «Contla» proviene de los términos en náhuatl: centli, espiga de maíz; tlan, lugar de abundancia. Su significado es «Lugar donde abundan las espigas de maíz».

## Demografía
| Gráfica de evolución demográfica |
|                                  |

| Censo | Población |
| ----- | --------- |
| 1900  | 688       |
| 1910  | 1 459     |
| 1921  | 885       |
| 1930  | 1 198     |
| 1940  | 976       |
| 1950  | 1 161     |
| 1960  | 1 534     |
| 1970  | 1 709     |
| 1980  | 1 962     |
| 1990  | 2 553     |
| 2000  | 2 190     |
| 2010  | 2 041     |
| 2020  | 2 102     |